# Муромский мост
Му́ромский мост — автодорожный металлический вантовый мост через реку Оку в районе города Мурома Владимирской области и города Навашино Нижегородской области. Связывает Владимирскую и Нижегородскую области и несколько федеральных магистралей на трассе Владимир — Муром — Арзамас.
Руководители проекта — Олег Анатольевич Лебедев (комплексное проектирование мостового перехода) и Валерий Владимирович Мартынов (проектирование вантовой части).
Сдан в эксплуатацию 1 октября 2009 года российской строительной компанией «Мостотрест». На открытии присутствовал премьер-министр России В. В. Путин. Длина моста — около 1400 м. Дорожное полотно держится на вантах, которые крепятся на трёх основных опорах из монолитного железобетона высотой 90 м. Две опоры расположены на берегах, ещё одна — посередине реки. Длина двух главных пролётов, поддерживаемых вантами, по 230 м.
Мост через Оку является частью объездной дороги вокруг Мурома, которая выводит основные транзитные транспортные потоки из центра города. До строительства стационарного моста перебраться через Оку в районе Мурома можно было только по понтонному мосту, который работал только в летний период (сейчас он используется между Павловом и Тумботином). Зимой действовала паромная переправа. Автобусы из Навашина ходили до берега Оки.
Общая стоимость строительства моста через Оку составила приблизительно 8 млрд рублей.
1 августа 2013 года муромский мост был назван самым красивым мостом России. Это звание мост получил, заняв первое место во всероссийском конкурсе, проводимым Федеральным дорожным агентством. Муромский мост набрал 32 787 голосов, почти на 6000 опередив Ханты-Мансийский «Красный дракон». Среди претендентов были мосты из Сургута, Хабаровска, Санкт-Петербурга и других городов. Памятная табличка с надписью «Самый красивый мост России» укреплена на одной из опор моста.
Начальник отдела туризма Администрации округа Муром Анастасия Симонова на радио «Голос России» рассказала, что местные жители называют мост «поющим»:

Наш мост действительно очень красивый. Много туристов, свадеб приезжают на мост и фотографируются на память. Поскольку мост расположен на очень живописном месте. С него открывается потрясающий вид на реку Ока и красивые берега. Есть такая небольшая особенность: в ветреную погоду (уже не раз замечали) мост как будто поет. Как раз в этих вантах, которые присутствуют на нашем мосту, ветер наигрывает мелодию, которую каждый может услышать.